# حسین معتمد
حسین معتمد پزشک و جراح ایرانی که استاد جراحی دانشکده پزشکی دانشگاه تهران در سال‌های ابتدای تأسیس آن بود. فریدون معتمد فرزند اوست.

## زندگی‌نامه
معتمد در سال ۱۲۷۲ ه. ش در تهران متولد شد. پدرش میرزا عبدالکریم معتمدالحکما بود. پس از اتمام تحصیلات پزشکی زیر نظر دکتر ایبلبرگ المانی به خدمت پرداخت و در همان زمان زبان المانی را فرا گرفت. پس از اغاز جنگ جهانی اول که دکتر ایلبرگ به کشورش بازگشت اداره بخش مریضخانه دولتی به وی واگذار شد

### تحصیلات
معتمد یکی از دانش‌آموختگان رشته پزشکی دارلفنون در سال ۱۲۹۳ خورشیدی برابر با ۱۹۱۴ میلادی بود.

## اقدامات مهم
وی چون علاقه شدیدی به ارائه خدمات پزشکی به مردم داشت رشته جراحی را خود فقط با خواندن و مطالعه کتابهای پزشکی و با به کار بردن ابتکارات شخصی بدون سوابق کاراموزی یا رزیدنسی آموخت.
از کارهای جالب دیگر او این بود که با علاقه زیادی که به پیشرفت پزشکی و مداوای بیماران داشت چند اتاق در منزل مسکونی خود را که در یک باغ بزرگ در خیایان آقا شیخ هادی شمالی (رازی فعلی) قرار داشت و اتاقهای زیادی دور تا دور آن ساخته شده بود را تبدیل به یک درمانگاه و بیمارستان کوچک نمود.

### تدریس در دانشکده پزشکی
در سال‌های اولیه تأسیس دانشکده پزشکی دکتر معتمد تدریس جراحی را به عهده داشت و پس از آمدن پروفسور اوبرلین به ایران وی در تشکیلات جدید دانشکده در بخش جراحی بیمارستان رازی به کار گماشته شد.

### تاسیس نخستین بیمارستان خصوصی
او نخستین بیمارستان خصوصی را با اسلوب نوین در تهران پایه ریزی کرد. این بیمارستان در چهارراه اقا شیخ هادی در باغی نسبتاً وسیع قرار داشت.

## مهاجرت به آمریکا
او در سن ۶۰ سالگی به دلایلی که هرگز بازگو نکرد باغش، وسایل جراحی‌اش و کتابخانه‌اش را فروخت و ایران را ترک کرد. او در آن سن دوباره به تحصیل روی اورد و در رشته نوروسرجری از امریکا فارغ التحصیل شد